# 구더기

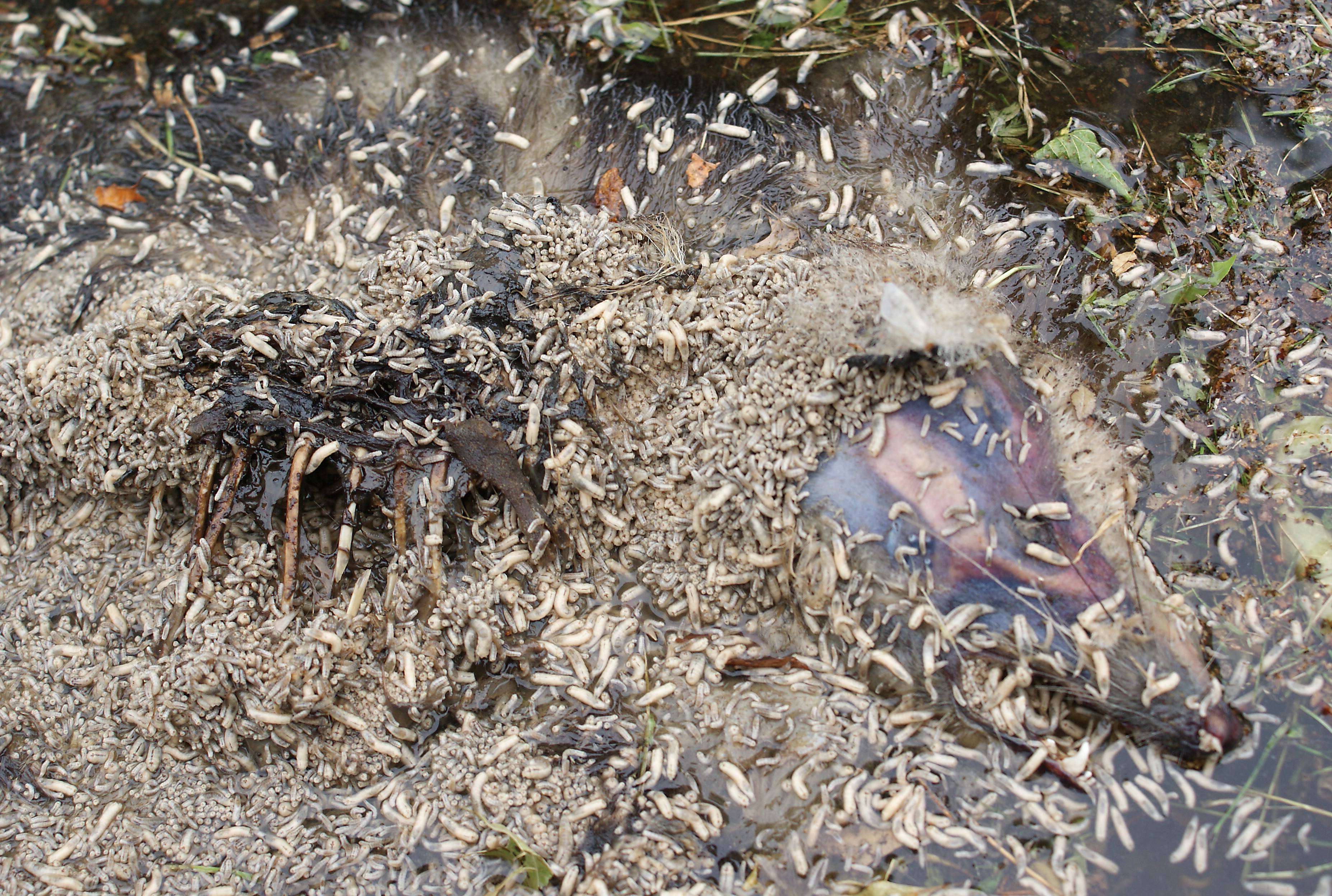
죽은 주머니쥐의 시체에 구더기들이 끓고 있다.

구더기(Maggot)는 파리목 짧은뿔파리류에 속하는 파리 종류의 유충을 통틀어 일컫는 말이다. 같은 파리목에 속하는 모기의 유충은 장구벌레, 각다귀의 유충은 며루라고 일컫는다. 파리류는 전 세계에서 번식이 활발하게 이루어지며 2012년 기준으로 북아메리카 대륙에 존재하는 구더기만 헤아려도 경 단위에 달한다는 조사 결과가 나왔다.
일부 구더기는 의료용으로 사용하기도 하는데 메스가 닿기 어려운 부분의 절제 수술이나 괴사성당뇨 치료 등에 구더기가 사용된다. 구더기는 괴사한 살만 먹고 괴사하지 않은 살은 먹지 않기 때문인데 구더기로 실시한 절제수술은 메스를 이용한 절제수술에 비해 정확도가 훨씬 높다.
그러나 아무 구더기나 다 의료용으로 사용되는 것은 아니고 의료용으로 쓰이는 구더기는 검정파리종인 구리금파리의 유충이다. 다른 구더기로는 의료용으로 사용이 불가능하다. 이들 파리의 유충을 상처 부위에 풀어놓으면 소화 효소를 주변으로 분비해 괴사(죽은) 조직을 액화시킨 후 먹어치운다.

## 행동
벼룩이나 진드기와 마찬가지로 구더기도 애완동물과 가축, 특히 양에게 위협이 될 수 있다. 파리는 여름철에 빠르게 번식하며 구더기가 대량으로 유입되어 양과 다른 동물에서 구더기 침입을 일으키고 구더기증(생체 조직의 구더기 침입) 위험이 높다. 인간은 구더기의 먹이 습관에 면역성이 없으며 또한 구더기에 걸릴 수도 있다. 인간과 구더기 사이의 상호 작용은 일반적으로 쓰레기통, 죽은 동물, 썩은 음식 및 기타 구더기 번식지 근처에서 발생한다.
구더기가 성충으로 변해 생활주기를 다시 시작할 때, 확인하지 않으면 숫자가 기하급수적으로 증가하지만 질병, 자연 포식자 및 기생충으로 인해 개체수가 통제된다. 쓰레기를 밀봉하고 쓰레기 처리기를 사용하거나 쓰레기 수거일까지 썩은 남은 음식을 냉동하는 것이 침입을 예방하는 데 도움이 된다. 히스터 딱정벌레와 같은 환경 통제를 도입하는 것도 구더기 개체수를 줄이는 데 도움이 될 수 있다.

## 같이 보기
- 다모류
- 벌레
- 승저증